# Nigeria la Jocurile Olimpice de vară din 2016
Nigeria a participat la Jocurile Olimpice de vară din 2016 de la Rio de Janeiro în perioada 5 – 21 august 2016, cu o delegație de 74 de sportivi, care a concurat în zece sporturi. Cu o medalie de bronz, Nigeria s-a aflat pe locul 78 în clasamentul final.

## Participanți
Delegația nigeriană a cuprins 77 de sportivi: 48 de bărbați și 26 femei (rezervele la fotbal nu sunt incluse). Cel mai tânăr atlet din delegație a fost fotbalistul Ndifreke Udo (18 ani), cel mai bătrân a fost jucătorul de tenis de masă Segun Toriola (42 de ani).
| Sport         | Masculin | Feminin | Total |
| ------------- | -------- | ------- | ----- |
| Atletism      | 10       | 16      | 26    |
| Baschet       | 12       | 0       | 12    |
| Box           | 1        | 0       | 1     |
| Caiac canoe   | 1        | 0       | 1     |
| Canotaj       | 0        | 1       | 1     |
| Fotbal        | 18       | 0       | 18    |
| Haltere       | 0        | 1       | 1     |
| Lupte         | 2        | 5       | 7     |
| Natație       | 1        | 1       | 2     |
| Tenis de masă | 3        | 2       | 5     |
| Total         | 48       | 26      | 74    |

## Medaliați
| Medalie | Nume | Sport  | Probă            | Dată      |
| ------- | --- | ------ | ---------------- | --------- |
| Bronz   | Echipa națională masculină (sub 23 de ani) Daniel Akpeyi Muenfuh Sincere Kingsley Madu Shehu Abdullahi Saturday Erimuya William Troost-Ekong Aminu Umar Oghenekaro Etebo Imoh Ezekiel John Obi Mikel Junior Ajayi Popoola Saliu Umar Sadiq Azubuike Okechukwu Ndifreke Udo Stanley Amuzie Usman Mohammed Emmanuel Daniel | Fotbal | Turneul masculin | 20 august |